# World Cyber Games 2007
World Cyber Games 2007 odbyły się w Seattle w dniach 3 – 7 października 2007. Areną zmagań graczy był stadion Qwest Field. Cyberolimpiada po raz drugi odbyła się w Stanach Zjednoczonych.

## Rozgrywane konkurencje
Uczestnicy World Cyber Games w Seattle w 2007 roku rywalizowali w 12 konkurencjach.

- Strzelanka pierwszoosobowa
  -  Counter-Strike 1.6
  -  Gears of War

- Real-Time Strategy
  -  Age of Empires III: The WarChiefs
  -  Command & Conquer 3: Wojny o tyberium
  -  StarCraft: Brood War
  -  Warcraft III: The Frozen Throne

- Sport
  -  Carom3D
  -  FIFA 07
  -  Tony Hawk's Project 8

- Sztuki walki
  -  Dead or Alive 4

- Wyścigi
  -  Need for Speed: Carbon
  -  Project Gotham Racing 3

## Państwa
| Azja - Bangladesz - Chiny - Chińskie Tajpej - Hongkong - Indie - Indonezja - Japonia - Korea Południowa - Malezja - Pakistan - Filipiny - Singapur - Tajlandia - Wietnam | Ameryka - Argentyna - Barbados - Brazylia - Kanada - Kolumbia - Ekwador - Gwadelupa - Gwatemala - Jamajka - Martynika - Meksyk - Panama - Peru - Trynidad i Tobago - Stany Zjednoczone - Wenezuela | Europa - Armenia - Azerbejdżan - Belgia - Chorwacja - Dania - Finlandia - Gruzja - Grecja - Irlandia - Kazachstan - Litwa - Macedonia Północna - Holandia - Polska - Rumunia - Serbia - Słowenia - Szwecja - Ukraina - Uzbekistan | - Austria - Białoruś - Bułgaria - Czechy - Estonia - Francja - Niemcy - Węgry - Włochy - Łotwa - Luksemburg - Czarnogóra - Norwegia - Portugalia - Rosja - Słowacja - Hiszpania - Szwajcaria - Wielka Brytania | B.W. i Afryka - Iran - Arabia Saudyjska - Południowa Afryka Oceania - Australia - Nowa Zelandia |

### Reprezentacja Polski
Carom3D
- Jarosław Zawadzki

Command & Conquer
- Jakub Szczotka

Counter Strike
- Mariusz Cybulski
- Jakub Gurczyński
- Filip Kubski
- Łukasz Wnęk
- Wiktor Wojtas

FIFA
- Bartosz Piątka

Gears of War
- Krzysztof Holzer
- Paweł Michalski
- Kamil Praski
- Robert Menkała

Need for Speed
- Krzysztof Sojka

StarCraft
- Grzegorz Kordek
- Krzysztof Nalepka

Warcraft
- Tomasz Pilipiuk
- Piotr Michalski

## Medaliści
| Konkurencja             |                                                                                          |                                                                                            | | 4                                                                                   |
| Age of Empires III      | Kang Byeong-geon Pseudonim: iamgrunt                                                     | Raghav Phadke Pseudonim: parfait                                                           | Karsten Hager Pseudonim: SkWzZ_Phoenix                                                                       | Felipe Reyes Pseudonim: kivenkantaja                                                |
| Carom3D                 | Renan Masserani Pseudonim: TheVilMan                                                     | Valerio Affuso Pseudonim: Duccio                                                           | Guilherme Cerqueira Pseudonim: iOi                                                                           | Jarosław Zawadzki Pseudonim: cain21                                                 |
| Command and Conquer 3   | Shaun Clark Pseudonim: Apollooo                                                          | Leon Machens Pseudonim: Xeon                                                               | Pascal Pfefferle Pseudonim: Dackel                                                                           | Claudius Albilt Pseudonim: Brossea                                                  |
| Counter-Strike          | Zespół: Emulate Mathieu Leber Nicolas Andre Jeremy Vuivui Bridet Mathieu Michael Zanatta | Zespół: NoA Brian Christensen Christoffer Sunde Muhamed Eid Danny Sorensen Alexander Holdt | Zespół: Amazing_Gaming Andrij Horodenski Mykoła Popławski Ołeksij Kuczerow Jurij Tereszczenko Serhij Iszczuk | Zespół: eMg Michael Guevara Scott Cavallero Matthew Beahan Nazar Vynnytsky Rob Irey |
| FIFA 07                 | Daniel Schellhase Pseudonim: SK_hero                                                     | Victor Sanchez Munoz Pseudonim: Delfin-1                                                   | Ognjan Tomow Pseudonim: [LnX]Slavkov                                                                         | Mario Viska Pseudonim: SK.Mario                                                     |
| Need for Speed          | Rodrigo Nunes Pseudonim: playArt_SpeedNG                                                 | Steffan Amende Pseudonim: Steffan                                                          | Ałan Jenilejew Pseudonim: USSRxAlan                                                                          | Krzysztof Sojka Pseudonim: PGS]Chris                                                |
| StarCraft               | Song Byung-gu Pseudonim: Stork                                                           | Sha Junchun Pseudonim: CN-PJ                                                               | Christoph Semke Pseudonim: Mondragon                                                                         | Ołeksij Krupnyk Pseudonim: Ra_Ukraine                                               |
| Warcraft 3              | Olav Undheim Pseudonim: 4K-Creolophus                                                    | Li Xiaofeng Pseudonim: WE-SKY                                                              | Jang Jae-ho Pseudonim: MYM]Moon                                                                              | Michaił Riabkow Pseudonim: Fanatic_Xyligan                                          |
| Dead or Alive 4         | Jeremy Florence Pseudonim: black_mamba                                                   | Niklas Lagerborg Pseudonim: SkatanMilla                                                    | Carl White Pseudonim: perfect_legend                                                                         | Yong Hyeon Beck Pseudonim: sarafan                                                  |
| Gears of War            | Zespół: InFiNiTy Keith Hagen Jesse Cranker Mike Cannon Jesse Rodriguez                   | Zespół: QualityGaming Ken Harmsen Jimmy Sloeserwij Richard Joon Sebastiaan Smit            | Zespół: Infused-Gaming Luke Shakespeare Callum Mcmanus Jaden Dennis Joshua Nino De Guzman                    | Zespół: Malice Aanush Majoo Andy Eggins Luke Greco George Nigro                     |
| Project Gotham Racing 3 | Wouter van Someren Pseudonim: Handewasser                                                | Wesley Cwiklo Pseudonim: chompr                                                            | Liu You-chen Pseudonim: D2C-BURBERRYqq                                                                       | Rolf Ueltschi Pseudonim: rolfu                                                      |
| Tony Hawk's Project 8   | Dustin Valcalda Pseudonim: DuVaL_AK47                                                    | David Treacy Pseudonim: Zaccubus                                                           | Mario Hunger Pseudonim: plan-B_WC_Ente                                                                       | Martin Blazek Pseudonim: Ripcurl                                                    |

## Klasyfikacja medalowa
| Lp. | Państwo           | złoto | srebro | brąz | razem | +/- WCG 2006 |
| --- | ----------------- | ----- | ------ | ---- | ----- | ------------ |
| 1.  | Stany Zjednoczone | 3     | 2      | 1    | 6     | +3           |
| 2.  | Brazylia          | 2     | 0      | 1    | 3     | +8           |
| 2.  | Korea Południowa  | 2     | 0      | 1    | 3     | -1           |
| 4.  | Holandia          | 1     | 2      | 0    | 3     | +10          |
| 5.  | Niemcy            | 1     | 1      | 3    | 5     | -2           |
| 6.  | Wielka Brytania   | 1     | 0      | 1    | 2     | n/d          |
| 7.  | Norwegia          | 1     | 0      | 0    | 1     | n/d          |
| 7.  | Francja           | 1     | 0      | 0    | 1     | +2           |
| 9.  | Chiny             | 0     | 2      | 0    | 2     | -5           |
| 10. | Dania             | 0     | 1      | 0    | 1     | n/d          |
| 10. | Hiszpania         | 0     | 1      | 0    | 1     | n/d          |
| 10. | Szwecja           | 0     | 1      | 0    | 1     | -2           |
| 10. | Włochy            | 0     | 1      | 0    | 1     | n/d          |
| 14. | Austria           | 0     | 0      | 1    | 1     | n/d          |
| 14. | Bułgaria          | 0     | 0      | 1    | 1     | n/d          |
| 14. | Chińskie Tajpej   | 0     | 0      | 1    | 1     | n/d          |
| 14. | Rosja             | 0     | 0      | 1    | 1     | -12          |
| 14. | Ukraina           | 0     | 0      | 1    | 1     | 0            |